# Que se sepa nuestro amor
Que se sepa nuestro amor es una canción interpretada por la cantante chileno-mexicana Mon Laferte a dueto con el cantante mexicano Alejandro Fernández y lanzada como el primer sencillo oficial de su séptimo álbum de estudio Seis. Se lanzó oficialmente en septiembre de 2020 por su discográfica Universal Music.

## Vídeo musical
El video musical fue dirigido por Rodrigo Robles y es realizado en imagen de blanco y negro, así mismo según palabras de la cantante haciendo un homenaje a la Época de Oro del cine mexicano.
El video musical supera los 10 millones de reproducciones en el canal Vevo.

## Posiciones de las listas
| País   | Lista                                | Mejor posición |
| 2020   | 2020                                 | 2020           |
| ------ | ------------------------------------ | -------------- |
| México | Monitor Latino                       | 3              |
| México | México Español Airplay (Billboard)   | 15             |
| México | México Airplay (Billboard)           | 38             |
| México | Regional Mexican Airplay (Billboard) | 31             |
| Chile  | Monitor Latino                       | 19             |

## Créditos
Voces
- Mon Laferte – voz principal.
- Alejandro Fernández – voz principal

Producción
- Omar Rodríguez-López – producción, arreglos de grabación, programación.
- Manú Jalil-Sebastián Aracena - producción

## Lista de canciones

### Descarga digital[9]
| Que se sepa nuestro amor (feat. Alejandro Fernández) — Single |                                                        |          |  |
| N.º                                                           | Título                                                 | Duración |  |
| 1.                                                            | «Que se sepa nuestro amor (feat. Alejandro Fernández)» | 2:59     |  |